# Prekluzija
Prekluzija, (lat. precludo - zatvoriti) je poseban institut građanskog prava koji se slično kao i institut zastarelosti zasniva na činjenici nevršenja prava u određenom roku. Međutim razlike između ova dva instituta postoje u sledećem:
- Zastarelost se odnosi na tražbena (obligaciona prava), a prekluzija na preobražajna prava (pravne moći).
- Po proteku roka zastarelosti titular subjektivnog prava koji nije vršio svoje pravo gubi mogućnost da putem suda zahteva prinudno ostvarenje prava (zastarelošću pravo ne prestaje da egzistira, već ono postoji i dalje, ali kao prirodna obligacija (obligatio naturalis)). Kod prekluzije se pravo konačno gubi  i u celini.
- Kao posledica prethodne razlike, prekludirani dužnik koji je svoju obavezu ispunio po proteku prekluzivnog roka  može da zahteva povraćaj datog  na ime obaveze  ispunjenja, dok kod zastarelosti  dužnik nema pravo na povraćaj, čak i u slučaju da je bio u zabludi u pogledu ispunjenja zastarele obaveze.
- Prekluzivni rok teče neprekidno, a kod zastarelosti postoji mogućnost zastoja i prekida.
- Na prekluzivne rokove sud pazi ex officio (po službenoj dužnosti), a na rokove zastarelosti smo po prigovoru tuženog( kada se dužnik na zastarelost pozove isticanjem prigovora zastarelosti).
- Prekluzivni rokovi mogu biti subjektivni ( koji teku od dana saznanja za neku činjenicu ili okolnost) i objektivni (koji teku od nastanka nekog pravno relevantnog događaja bez obzira kada je zainteresovano lice saznalo za za događaj).

U pravnoj teoriji i praksi su sporni kriterijumi razdvajanja prekluzivnih rokova od rokova zastarelosti. U Zakonu o obligacionim odnosima se posebno ne definišu prekluzivni rokovi nego se u okviru poglavlja o rokovima zastarelosti navodi u kojim slučajevima se ne primenjju pravila o zastarelosti. To su slučajevi kada su zakonom utvrđeni rokovi u kojima treba da se podigne tužba ili da se izvrši neka radnja pod pretnjom gubitka prava.
Zakonske norme koje se odnose na prekluziju obično sadrže izraze „pravo se gasi nakon isteka roka”, „inače se gubi pravo”, ili „pod pretnjom gubitka prava”.

## Literatura
- Kerstin Brandt: Präklusion im Verwaltungsverfahren. In: Neue Zeitschrift für Verwaltungsrecht. 1997, S. 233–237.
- Martin Haußleiter: Präklusion in Familiensachen, NJW-Spezial 15/2011, 452
- Dieter Kley: Der prozeßrechtliche Ausschluß von Tatsachenvorbringen bei der Anfechtung eines Planfeststellungsbeschlusses. In: Planung und Plankontrolle, Entwicklungen im Bau– und Fachplanungsrecht, Festschrift für Otto Schlichter zum 65. Geburtstag, herausgegeben von den Mitgliedern des 4. Senats des Bundesverwaltungsgerichts, Jörg Berkemann, Günter Gaentzsch, Günter Halama, Helga Heeren, Eckart Hien und Hans–Peter Lemmel. München 1995, S. 637–654.
- Matthias Niedzwicki. Präklusionsvorschriften des öffentlichen Rechts im Spannungsfeld zwischen Verfahrensbeschleunigung, Einzelfallgerechtigkeit und Rechtsstaatlichkeit. ISBN 9783428123445.. Berlin 2007.
- Hansjörg Otto: Die Präklusion. Ein Beitrag zum Prozeßrecht. Hamburg 1969.